# Superliga A (pallavolo femminile)
La Superliga A, massima divisione del campionato kosovaro, è una competizione pallavolistica per squadre di club kosovare femminili, organizzata con cadenza annuale dalla FVK.

## Edizioni
| Anno                                                    | Podio         | Podio         | Podio         |
| Campione                                                | Seconda       | Terza         |               |
| ------------------------------------------------------- | ------------- | ------------- | ------------- |
| Dal 1998 al 2022 la competizione è denominata Superliga |               |               |               |
| 1998-99 Dettagli                                        | Kastrioti     | Drita         | -             |
| 1999-00 Dettagli                                        | Kastrioti     | Drita         | -             |
| 2000-01 Dettagli                                        | Gjinoci       | Kastrioti     | Drita         |
| 2001-02 Dettagli                                        | Kastrioti     | Gjinoci       | Drita         |
| 2002-03 Dettagli                                        | Gjinoci       | KEK           | -             |
| 2003-04 Dettagli                                        | Prishtina     | Kastrioti     | -             |
| 2004-05 Dettagli                                        | Prishtina     | Kastrioti     | -             |
| 2005-06 Dettagli                                        | Prishtina     | Kastrioti     | -             |
| 2006-07 Dettagli                                        | Prishtina     | Kastrioti     | Drita         |
| 2007-08 Dettagli                                        | M-Technologie | Drita         | -             |
| 2008-09 Dettagli                                        | Kastrioti     | Drita         | -             |
| 2009-10 Dettagli                                        | Prishtina     | Kastrioti     | Drita         |
| 2010-11 Dettagli                                        | M-Technologie | Skënderaj     | Drita         |
| 2011-12 Dettagli                                        | Prishtina     | Drita         | -             |
| 2012-13 Dettagli                                        | Prishtina     | M-Technologie | Drita         |
| 2013-14 Dettagli                                        | M-Technologie | Drita         | -             |
| 2014-15 Dettagli                                        | Skënderaj     | Kastrioti     | Drita         |
| 2015-16 Dettagli                                        | Drita         | Skënderaj     | -             |
| 2016-17 Dettagli                                        | Drita         | Skënderaj     | -             |
| 2017-18 Dettagli                                        | Drita         | Prishtina     | Kastrioti     |
| 2018-19 Dettagli                                        | Drita         | M-Technologie | -             |
| 2019-20 Dettagli                                        | M-Technologie | Skënderaj     | Drita         |
| 2020-21 Dettagli                                        | Drita         | M-Technologie | Skënderaj     |
| 2021-22 Dettagli                                        | Drita         | Ferizaj       | M-Technologie |
| Dal 2022 la competizione è denominata Superliga A       |               |               |               |
| 2022-23 Dettagli                                        | Drita         | Skënderaj     | Ferizaj       |

## Palmarès
| Squadra       | Titolo | Edizione                                                        |
| ------------- | ------ | --------------------------------------------------------------- |
| Prishtina     | 7      | 2003-04, 2004-05, 2005-06, 2006-07, 2009-2010, 2011-12, 2012-13 |
| Drita         | 7      | 2015-16, 2016-17, 2017-18, 2018-19, 2020-21, 2021-22, 2022-23   |
| Kastrioti     | 4      | 1998-99, 1999-00, 2001-02, 2008-09                              |
| M-Technologie | 4      | 2007-08, 2010-11, 2013-14, 2019-20                              |
| Gjinoci       | 2      | 2000-01, 2002-03                                                |
| Skënderaj     | 1      | 2014-15                                                         |